# Frane Matošić
Frane Matošić (* 25. November 1918 in Split; † 29. Oktober 2007 ebenda) war ein jugoslawischer Fußballspieler und -trainer. Aufgrund seiner langjährigen Vereinszugehörigkeit als Spieler und Trainer wird er insbesondere mit Hajduk Split in Verbindung gebracht.

## Sportlicher Werdegang
Matošić spielte ab Mitte der 1930er Jahre in der Wettkampfmannschaft von Hajduk Split. 1938 wechselte der Stürmer während seines Wehrdienstes zum Belgrader SK, mit dem er 1939 den jugoslawischen Meistertitel gewann. Anschließend kehrte er aber zu seinem Heimatverein zurück, mit dem er nach dem Zusammenbruch des landesweiten Spielbetriebs nach Beginn des Zweiten Weltkriegs 1941 die Meisterschaft im Banat Kroatien gewann. Nachdem 1941 Italien Split annektiert hatte, verzichtete Hajduk Split auf eine Teilnahme im italienischen Spielbetrieb. Daraufhin wechselte Matošić in die Serie A zum AGC Bologna. Nach der Befreiung Splits durch die Alliierten kehrte er zurück und spielte fortan bis zu seinem Karriereende 1955 für den Klub. 1950, 1952 und 1955 gewann er mit dem Klub den Meistertitel, 1949 wurde er Torschützenkönig der jugoslawischen Meisterschaft.
Zeitweise war Matošić in der jugoslawischen Nationalmannschaft aktiv, für die er in 16 Spielen sechs Tore erzielte. Dabei war seine Nationalmannschaftskarriere kriegsbedingt unterbrochen worden. 
Später war Matošić mehrfach als Trainer sowohl von Hajduk als auch dem Lokalrivalen RNK Split tätig. 1960 stieg er mit RNK in die erste Liga auf. Zwischen 1961 und 1963 war er als Nachfolger seines Landsmanns Milan Kristić Auswahltrainer der tunesischen Nationalmannschaft, beim Afrika-Cup 1962 belegte die Mannschaft unter seiner Leitung den dritten Platz.